# 韦斯特利
韋斯特利是位於美国羅德島州華盛頓縣的鎮，建立於1661年，2010年人口共22,787人，相對於2000年的人口（22,966人）減少了0.8%；面積76.5平方公里，人口密度298.0人/平方公里。鎮政府實行議會-經理制，其行政長官為「經理」，由市鎮議會任命，並向市鎮議會負責。

## 外部連結
- Official website （页面存档备份，存于）